# Orden de la Casa Ernestina de Sajonia
La Orden de la Casa Ernestina de Sajonia o, más literalmente Orden de la Casa Sajo-Ernestina (en alemán: Sachsen-Ernestinischen Hausorden) fue un galardón de los ducados sajones de Alemania, instituida por el Duque Federico de Sajonia-Altenburgo, el Duque Ernesto I de Sajonia-Coburgo-Gotha y el Duque Bernardo II de Sajonia-Meiningen, el 25 de diciembre de 1833 como un premio conjunto de los ducados sajones.

## Grados
En un comienzo, la Order contaba con cinco categorías: Gran Cruz, Cruz de Comandante con placa (como 1.ª Clase) y Cruz de Comandante (sin placa, como 2.ª Clase) y Cruz de Caballero de 1.ª y 2.ª Clases. Los premios estaban reservados a los oficiales. En 1864, una medalla de Plata sobredorada fue sumada y luego suprimida en 1918, al finalizar la Primera Guerra Mundial. Medallas de plata y oro también fueron asociadas a la Orden.
Hay menciones de premiaciones hechas con la Orden a miembros de la jerarquía Nazi en los años 1930.[cita requerida]

## 2006 Resurgimiento Sajo-Coburgués
En 2006 el jefe de la familia ducal de Sajonia-Coburgo y Gotha, el príncipe Andrés, creó la "Orden de la Casa Ducal Sajo-Coburgo-Gothense". Ella está basada en la antigua "Orden dinástica ducal Sajo-Ernestina".